# Kwango (flod)
Kwango (Cuango/Kuango, også Nzadi, Zaire eller Zesere) er en 1.100 km lang venstre biflod til Kasai i Angola og Den Demokratiske Republik Congo, Afrika. Det ere den største biflod fra venstre til Kasai. Kwango-flodbassinet har store ressourcer af diamanter i Chitamba-Lulo Kimberlite-klyngen i Lunda Norte-provinsen.

## Flodens løb
Kwango har sit udspring i højlandet i det centrale Angola i den centrale del af Lunda-tærsklen . Fra kilden løver Kwango overvejende mod nord. Den danner delvist grænsen til de ovennævnte stater, løber over vandfaldet Chutes Tembo, og når DR Congo og løber ud i Kasai nedenfor Bandundu.
Den vigtigste biflod er Wamba. Ved Bandundu løber den sammen med Kwilu og 10 km længere fremme sammen med Kasai.
I Kwangos afvandingsområde lever folkene Yaka, Suku, Mbala og Pende.
Om det er Kwango der løber ind i Kwilu eller omvendt, er angivet forskelligt i forskellige kilder, men i de fleste betragtes Kwango som hovedfloden.

## Udforskning
Hermenegildo Capelo og Roberto Ivens udforskede Kwangos udspring i 1877, Alexander von Mechow udforskede dens øvre løb til Kingunschi i 1880 og George Grenfell dens nedre løb i 1886. Alexander von Mechows mål var at skabe en dampskibsforbindelse fra Angola til Congo. Han var den første europæer, der kom i kontakt med kongen i Yaka-riget, der var grundlagt i det 17. århundrede, Mputu Kasongo, der havde kontrol over handelsforbindelserne mellem Atlanterhavet og stammeområderne øst for Kwango. Han nåede dog ikke Congo.